# 4875 Ingalls
4875 Ingalls (1991 DJ) là một tiểu hành tinh vành đai chính được phát hiện ngày 19 tháng 2 năm 1991 bởi Yoshio Kushida và Reiki Kushida ở Yatsugatake.